# Herba de Sant Jordi
L'herba de Sant Jordi (Centranthus ruber) és una planta oriünda del sud d'Europa, Àsia Menor i nord d'Àfrica, viu en terrenys calcaris i rocosos. Les seves fulles es consumeixen en amanida o cuites com a verdures. Exerceix un efecte similar al de la valeriana i és antiespasmòdica.

## Descripció
És una planta amb tija arrodonida i llisa, amb branques a la seva base que assoleix els 30-60 cm d'alçada. Les fulles de 5 cm de llarg són una mica carnoses, oposades, senceres o poc dentades i acabades en punta. Les flors són molt nombroses i tenen la corol·la que pot ser de color rosat, vermell o blanc. Són flors esperonades i s'agrupen en corimbes densos. El fruit és un petit aqueni. El nombre cromosòmic de C. ruber és 2n=32.

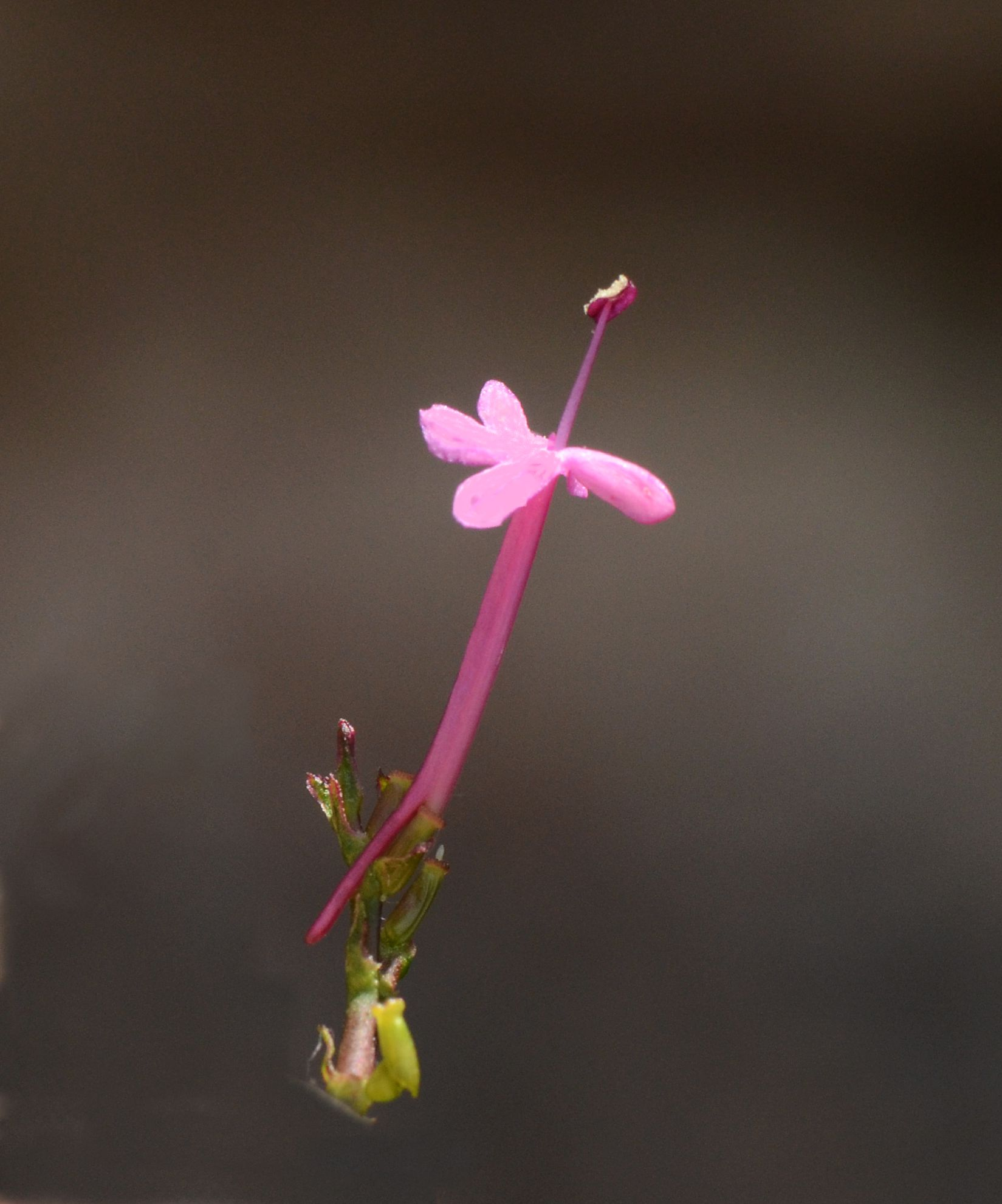
Flor
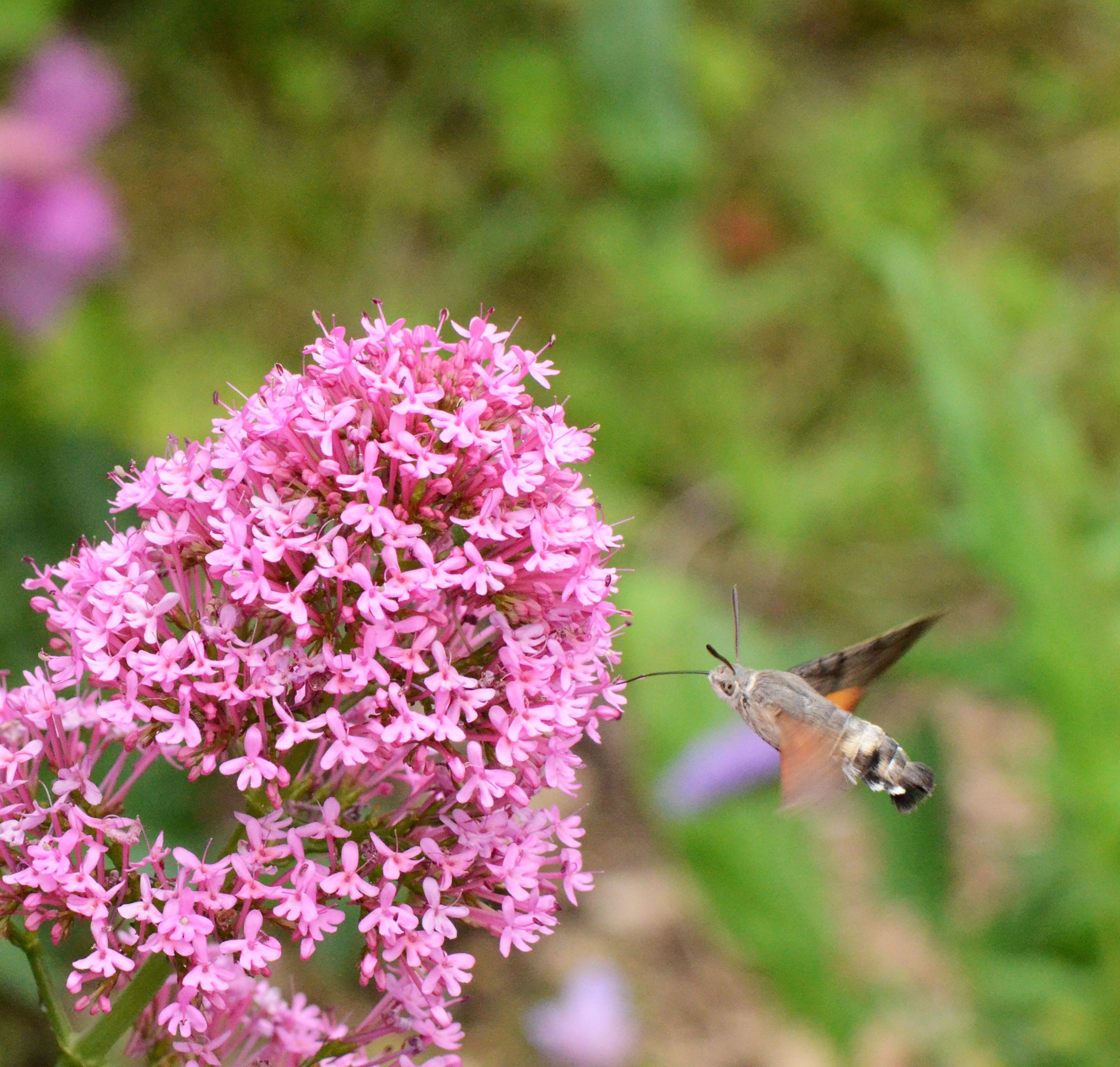
Exemplar sent pol·linitzat per un bufaforats
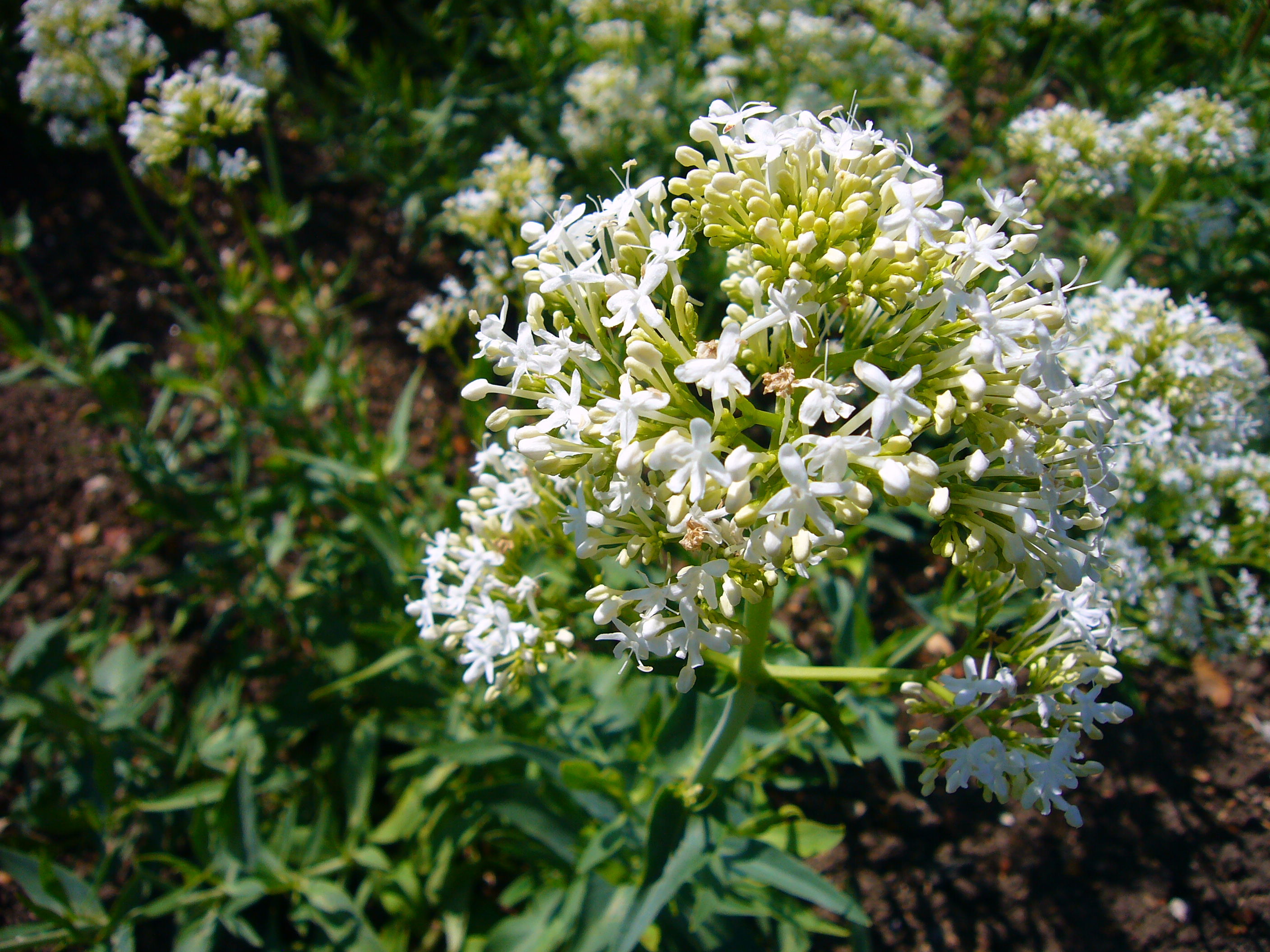
Exemplar blanc
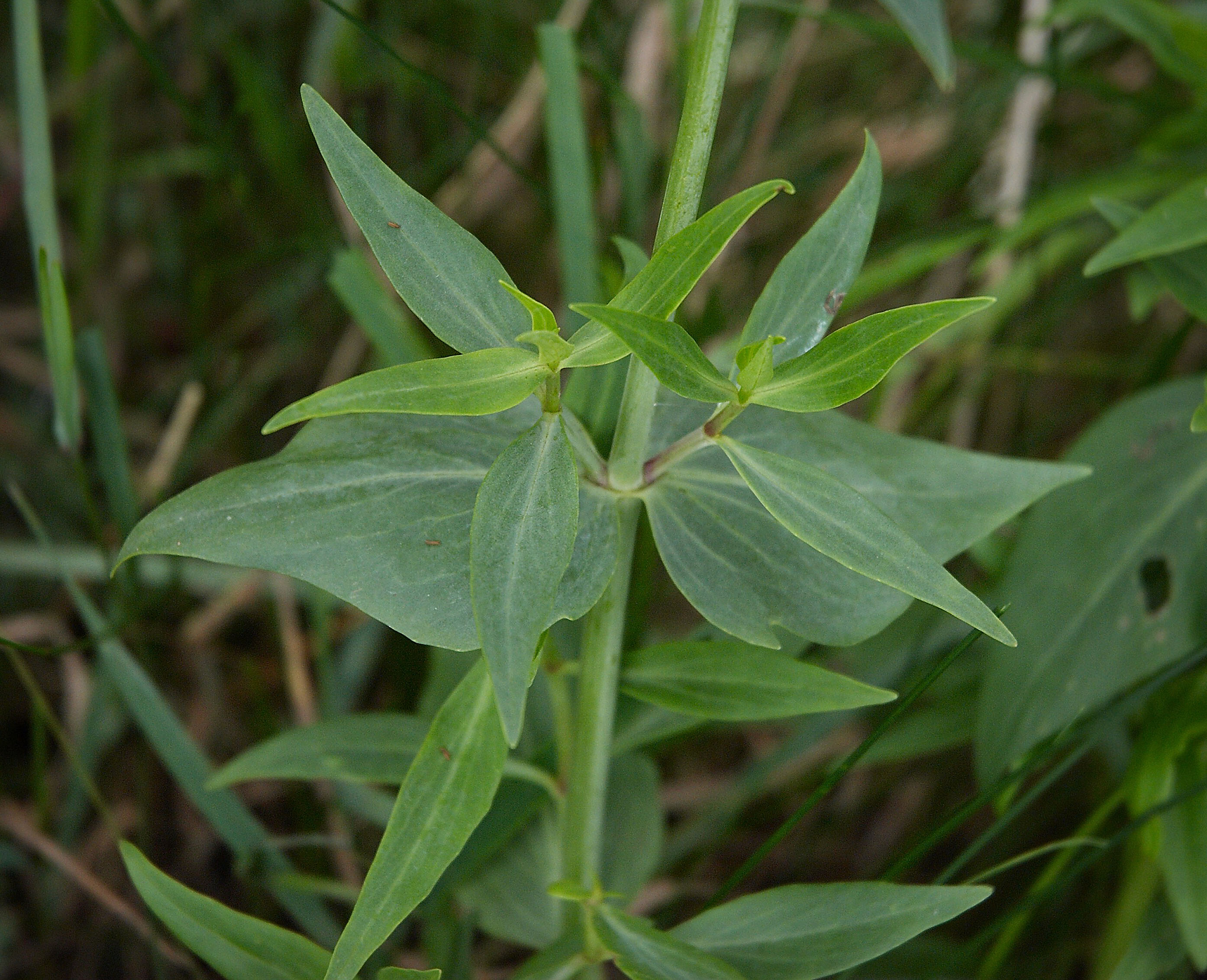
Fullatge

## Distribució
Nativa de la regió mediterrània, Centranthus ruber s'ha introduït en moltes altres parts del món a causa del seu ús com a planta ornamental als jardins. Es veu sovint per les vores de les carreteres o en zones ermes urbanes. Pot tolerar sòls de condicions molt diferents i pot créixer lliurement en parets de pedra velles tot i la calç del morter.